# Camilla Stoltenberg
Camilla Stoltenberg, née le 5 février 1958 à Oslo (Norvège), est une médecin et chercheuse norvégienne qui dirige l'Institut de la santé publique norvégien (en) depuis 2012.

## Formation
Camilla Stoltenberg a étudié à l'école Steiner d'Oslo, puis à l'école de la cathédrale d'Oslo et interrompt sa scolarité pour voyager à travers l'Europe avec des amis en 1974. Le groupe est notamment expulsé d'Allemagne de l'Est.
Camilla Stoltenberg a étudié la sociologie et la médecine à l'université d'Oslo et l'anthropologie médicale à l'université de Californie.
Elle effectue son internat sur la côte du Helgeland et a été médecin assistant à l'Hôpital national norvégien, médecin de garde dans la commune de Aurskog-Høland et à Storgata à Oslo. Elle a aussi participé à l'enquête sur les conditions de vie de la fondation FAFO dans la bande de Gaza, en Cisjordanie et à Jérusalem.
De 1995 à 1998, elle rédige son doctorat en épidémiologie sur les effets des mariages consanguins et du niveau d'éducation des parents sur les malformations congénitales, la mortinatalité et la mortalité infantile,,. Camilla Stoltenberg est ensuite chercheuse post-doctorale pour le Conseil de la recherche norvégien et chercheuse invitée à l'université Columbia. Elle a aussi travaillé pour ECON (Pöyry) au sujet de la biotechnologie vers l'an 2000.

## Institut norvégien de la santé publique
En 2001, elle est embauchée à l'Institut norvégien de la santé publique. En 2002, elle devient directrice du département d'épidémiologie. En 2006, elle dirige un projet d'harmonisation des bases de données biologiques dans l'Union européenne quand elle met à jour la fraude scientifique de Jon Sudbø.
Camilla Stoltenberg devient directrice adjointe de l'institut en 2007 et en est nommée directrice pour 6 ans en 2012. Son mandat est reconduit pour 6 nouvelles années en 2018. 
Elle y a dirigé le projet Dagens helsetall qui visait à moderniser les registres médicaux centralisés par l'institut de la santé publique, et nécessitait de coopérer avec les autres institutions chargées de la maintenance des registres. Camilla Stoltenberg a également dirigé la plateforme nationale pour la génomique fonctionnelle Biobanker for helse.
Depuis 2011, elle est également professeure invitée à l'université de Bergen et a une tribune dans Morgenbladet depuis 2015.
En février 2019, le comité d'experts qu'elle a dirigé sur l'impact des inégalités de genre sur les résultats scolaires, remet son rapport officiel au gouvernement.
Elle joue un rôle de premier plan pendant la pandémie de Covid-19, et est classée par Dagens Medisin, 5e personnalité avec le plus d'influence sur la santé en Norvège en 2020. Le ministre de la santé Bent Høie et la première ministre Erna Solberg occupent les deux premières places.

## Famille
Camilla Stoltenberg est la fille de Thorvald et Karin Stoltenberg, et la sœur aînée de Jens et Nini Stoltenberg. Elle est mariée avec l'architecte Atle Aas, fils du sculpteur Nils Aas. Ils ont deux fils adultes.

## Honneurs
- 2014 : Doctorat honoris causa de l'université de Copenhague[10]